# Operators
Operators (транскр. Оперејторс) су канадска музичка група из Монтреала. Најчешће се сврставају у синт поп и инди рок.

## Историја

### Почеци и основни подаци
Групу Operators су 2013. године основали Ден Бекнер (вокал, гитара, синтесајзер), Биљана Мирковски (синтејсајзер, програмирање) и Сем Браун (бубањ).
Трио себе описује као аналогни постпанк бенд. Повремено свирају и песме из репертоара састава Handsome Furs.
Operators су први званични наступ имали у мају 2014. у Торонту, на фестивалу Канејдијан мјузик вик. Дебитантско EP издање објавили су у августу 2014. за издавачку кућу Last Gang Records. Истој етикети остали су верни и на наредним издањима.

### 2016—данас:и
Operators су 1. априла 2016. представили албум првенац Blue Wave. Магазин Пичфорк је музику на овом издању описао као кошмарни поп (енгл. nightmare pop) — фотографски негатив дрим попа. Песме Cold Light и Control издвојиле су се као синглови са албума.
Група је 17. маја 2019. издала други албум Radiant Dawn, а његовом изласку претходили су синглови Faithless и I Feel Emotion. Бекнер је у интервјуу за KEXP истакао да албум говори о неуспеху утопије. У песми Low Life бас је свирао Тимоти Кингсбери, члан групе Arcade Fire. Албум је завредео одличне критике, а нашао се и на ширем списку номинованих за Музичку награду Поларис.

## Занимљивости
Ден Бекнер се изјашњава као велики поштовалац музике која је настајала у некадашњој СФРЈ. Посебно похвално говори о панк, новоталасним, синт-поп и постпанк групама које су стварале музику на овим просторима у периоду од 1976. до касних 1980-их. Омиљени југословенски бенд му је Азра.

## Чланови

### Садашњи
- Ден Бекнер — вокал, гитара, синтесајзер
- Биљана Мирковски (Девојка) — синтесајзер, програмирање
- Сем Браун — бубањ

## Дискографија

### Студијски албуми
- (2016)
- (2019)

### издања
- (2014)

## Наступи у Србији
| Датум              | Место   | Простор       | Напомене  | Изв.   |
| ------------------ | ------- | ------------- | --------- | ------ |
| 8. јун 2017.       | Београд | Дорћол плац   | са групом | [ 2 ]  |
| 1. септембар 2019. | Београд | Електропионир |Operators —         | [ 13 ] |